# Esteban Sirias
Angel Esteban Sirias Aviles (ur. 3 października 1980 w Alajuela) – kostarykański piłkarz występujący na pozycji obrońcy.

## Kariera klubowa
Sirias karierę rozpoczynał w 2000 roku w zespole LD Alajuelense. Przez 6 lat wywalczył z nim 4 mistrzostwa Kostaryki (2001, 2002, 2003, 2005). Na początku 2006 roku odszedł do CS Cartaginés, którego barwy reprezentował przez kolejne 1,5 roku. W 2007 roku trafił do zespołu Municipal Liberia. W sezonie 2008/2009 wywalczył z nim mistrzostwo fazy Verano. W 2010 roku odszedł do Deportivo Saprissa. W 2011 roku zakończył karierę.

## Kariera reprezentacyjna
W reprezentacji Kostaryki Sirias zadebiutował w 2007 roku. W 2009 roku został powołany do kadry na Złoty Puchar CONCACAF. Zagrał na nim w meczach z Salwadorem (1:2), Jamajką (1:0) oraz Kanadą (2:2). Z tamtego turnieju Kostaryka odpadła w półfinale.